# Bob McIntyre (motociclista)
Robert McGregor McIntyre (Scotstoun, 28 novembre 1928 – Chester, 15 agosto 1962) è stato un pilota motociclistico britannico.

## Carriera
Nel 1948 inizia a correre in corse su sterrato, per poi passare poco dopo alle corse su strada. Nel 1952 fa il suo debutto al Tourist Trophy, alla guida di una BSA nella categoria Junior Clubman. Nel 1953 vince la North West 200 nella categoria 350 e, nello stesso anno, fa il suo debutto nel motomondiale, nel quale corre fra il 1953 e il 1955 e fra il 1957 e il 1962, nelle classi 125, 250, 350 e 500.
Nel motomondiale ha corso a bordo di diverse moto: AJS, Norton, Gilera, Bianchi e Honda. Ha ottenuto in tutto cinque vittorie, quattordici secondi posti e sei terzi posti e il suo miglior piazzamento finale è stato il 2º posto ottenuto nel 1957 in 350 e 500 e nel 1962 in 250.
Il 6 agosto 1962 partecipa a un evento locale presso il circuito di Oulton Park. Dopo aver vinto nella categoria 250, partecipa alla gara di 500. Durante quest'ultima gara il cambio è vittima di un grippaggio, che causa un terribile incidente al pilota, che morirà nove giorni dopo, il 15 agosto, presso l'ospedale di Chester.

## Risultati nel motomondiale

### Classe 125
| 1962 | Classe | Moto  |    |  |  |  |  |   |  |  |  |  |  | Punti | Pos. |
| ---- | ------ | ----- | -- |  |  |  |  | - |  |  |  |  |  | ----- | ---- |
| 1962 | 125    | Honda | NQ |  |  |  |  | 4 |  |  |  |  |  | 3     | 17º  |

| Legenda | 1º posto        | 2º posto            | 3º posto            | A punti      | Senza punti        | Grassetto – Pole position Corsivo – Giro più veloce |
| Legenda | Gara non valida | Non qual./Non part. | Ritirato/Non class. | Squalificato | '-' Dato non disp. | Grassetto – Pole position Corsivo – Giro più veloce |

### Classe 250
| 1961 | Classe | Moto  |  |  |  |     |   |     |   |   |     |  |  | Punti | Pos. |
| ---- | ------ | ----- |  |  |  | --- | - | --- | - | - | --- |  |  | ----- | ---- |
| 1961 | 250    | Honda |  |  |  | Rit | 2 | Rit | 8 | 1 | Rit |  |  | 14    | 5º   |

| 1962 | Classe | Moto  |   |   |  |   |   |   |  |  |  |  |  | Punti | Pos. |
| ---- | ------ | ----- | - | - |  | - | - | - |  |  |  |  |  | ----- | ---- |
| 1962 | 250    | Honda | 2 | 2 |  | 2 | 1 | 2 |  |  |  |  |  | 32    | 2º   |

| Legenda | 1º posto        | 2º posto            | 3º posto            | A punti      | Senza punti        | Grassetto – Pole position Corsivo – Giro più veloce |
| Legenda | Gara non valida | Non qual./Non part. | Ritirato/Non class. | Squalificato | '-' Dato non disp. | Grassetto – Pole position Corsivo – Giro più veloce |

### Classe 350
| 1953 | Classe | Moto |  |  |  |    |  |   |  |  |    |  |  | Punti | Pos. |
| ---- | ------ | ---- |  |  |  | -- |  | - |  |  | -- |  |  | ----- | ---- |
| 1953 | 350    | AJS  |  |  |  | NE |  | 2 |  |  | NE |  |  | 6     | 9º   |

| 1954 | Classe | Moto |  |  |   |   |   |  |   |  |  |  |  | Punti | Pos. |
| ---- | ------ | ---- |  |  | - | - | - |  | - |  |  |  |  | ----- | ---- |
| 1954 | 350    | AJS  |  |  | 3 | 6 | 4 |  | 6 |  |  |  |  | 9     | 8º   |

| 1955 | Classe | Moto   |    |  |   |  |  |  |   |  |  |  |  | Punti | Pos. |
| ---- | ------ | ------ | -- |  | - |  |  |  | - |  |  |  |  | ----- | ---- |
| 1955 | 350    | Norton | NE |  | 2 |  |  |  | 5 |  |  |  |  | 8     | 8º   |

| 1957 | Classe | Moto   |     |   |   |  |  |   |  |  |  |  |  | Punti | Pos. |
| ---- | ------ | ------ | --- | - | - |  |  | - |  |  |  |  |  | ----- | ---- |
| 1957 | 350    | Gilera | Rit | 1 | 2 |  |  | 1 |  |  |  |  |  | 22    | 2º   |

| 1958 | Classe | Moto   |  |  |  |  |  |   |  |  |  |  |  | Punti | Pos. |
| ---- | ------ | ------ |  |  |  |  |  | - |  |  |  |  |  | ----- | ---- |
| 1958 | 350    | Norton |  |  |  |  |  | 5 |  |  |  |  |  | 2     | 14º  |

| 1960 | Classe | Moto |   |   |   |    |    |     |   |  |  |  |  | Punti | Pos. |
| ---- | ------ | ---- | - | - | - | -- | -- | --- | - |  |  |  |  | ----- | ---- |
| 1960 | 350    | AJS  | - | 3 | - | NE | NE | Rit | - |  |  |  |  | 4     | 10º  |

| 1961 | Classe | Moto    |    |     |    |     |   |    |   |     |     |   |    | Punti | Pos. |
| ---- | ------ | ------- | -- | --- | -- | --- | - | -- | - | --- | --- | - | -- | ----- | ---- |
| 1961 | 350    | Bianchi | NE | Rit | NE | Rit | 2 | NE | 3 | Rit | Rit | - | NE | 10    | 5º   |

| Legenda | 1º posto        | 2º posto            | 3º posto            | A punti      | Senza punti        | Grassetto – Pole position Corsivo – Giro più veloce |
| Legenda | Gara non valida | Non qual./Non part. | Ritirato/Non class. | Squalificato | '-' Dato non disp. | Grassetto – Pole position Corsivo – Giro più veloce |

### Classe 500
| 1954 | Classe | Moto |  |    |    |   |   |   |     |  |  |  |  | Punti | Pos. |
| ---- | ------ | ---- |  | -- | -- | - | - | - | --- |  |  |  |  | ----- | ---- |
| 1954 | 500    | AJS  |  | 14 | AN | 4 | 6 | 7 | Rit |  |  |  |  | 4     | 16º  |

| 1955 | Classe | Moto   |  |  |   |  |  |  |   |  |  |  |  | Punti | Pos. |
| ---- | ------ | ------ |  |  | - |  |  |  | - |  |  |  |  | ----- | ---- |
| 1955 | 500    | Norton |  |  | 5 |  |  |  | 4 |  |  |  |  | 5     | 11º  |

| 1957 | Classe | Moto   |   |   |  |  |   |  |  |  |  |  |  | Punti | Pos. |
| ---- | ------ | ------ | - | - |  |  | - |  |  |  |  |  |  | ----- | ---- |
| 1957 | 500    | Gilera | 2 | 1 |  |  | 2 |  |  |  |  |  |  | 20    | 2º   |

| 1958 | Classe | Moto   |  |  |  |  |  |   |  |  |  |  |  | Punti | Pos. |
| ---- | ------ | ------ |  |  |  |  |  | - |  |  |  |  |  | ----- | ---- |
| 1958 | 500    | Norton |  |  |  |  |  | 2 |  |  |  |  |  | 6     | 10º  |

| 1959 | Classe | Moto   |  |   |  |  |  |    |   |  |  |  |  | Punti | Pos. |
| ---- | ------ | ------ |  | - |  |  |  | -- | - |  |  |  |  | ----- | ---- |
| 1959 | 500    | Norton |  | 5 |  |  |  | NE | 2 |  |  |  |  | 8     | 6º   |

| 1961 | Classe | Moto   |    |  |  |   |   |   |  |  |  |  |  | Punti | Pos. |
| ---- | ------ | ------ | -- |  |  | - | - | - |  |  |  |  |  | ----- | ---- |
| 1961 | 500    | Norton | NE |  |  | 2 | 3 | 3 |  |  |  |  |  | 14    | 4º   |

| Legenda | 1º posto        | 2º posto            | 3º posto            | A punti      | Senza punti        | Grassetto – Pole position Corsivo – Giro più veloce |
| Legenda | Gara non valida | Non qual./Non part. | Ritirato/Non class. | Squalificato | '-' Dato non disp. | Grassetto – Pole position Corsivo – Giro più veloce |